# Höhbeck (Berg)

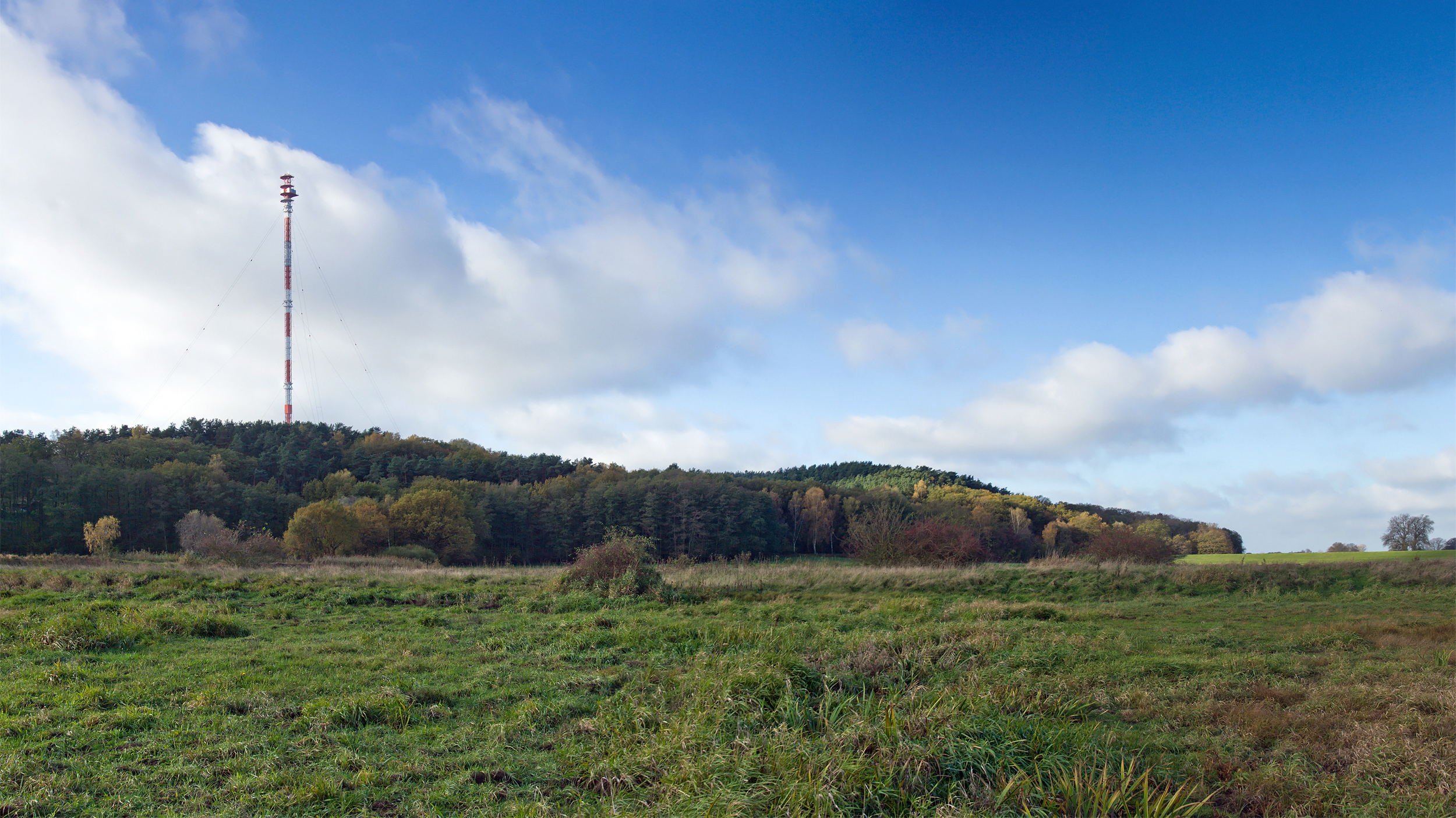
Bewaldete Nordostseite des Höhbeck mit dem Sender Höhbeck

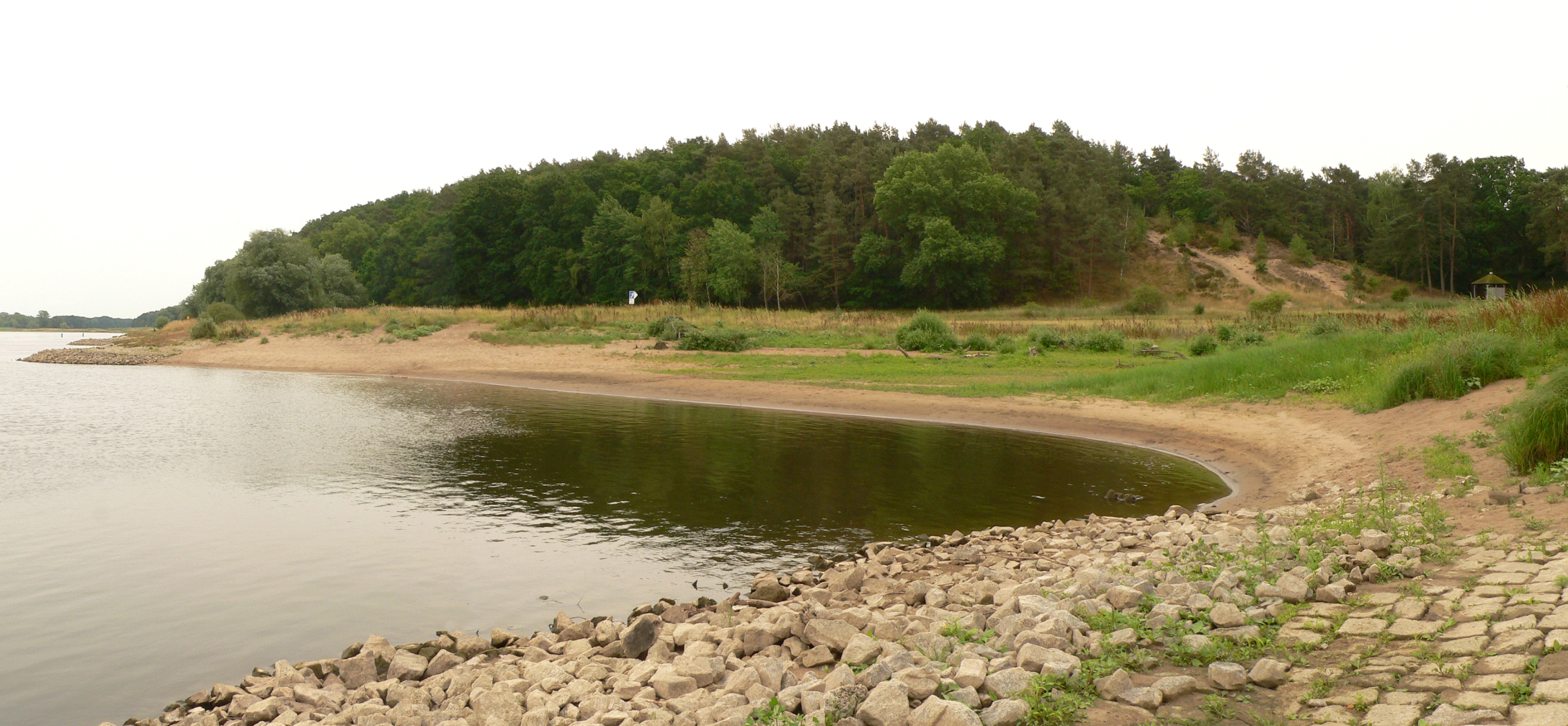
Elbe und Höhbeck bei Vietze

Der Höhbeck ist ein bis zu 76 Meter über Normalnull hoher Berg im Nordosten von Niedersachsen. Bei der etwa 2 × 4 Kilometer großen Erhebung handelt es sich um eine Geestinsel im Urstromtal der Elbe, die die umliegende Landschaft um etwa 60 Meter überragt. Der Höhbeck liegt in der Gemeinde Höhbeck innerhalb des Landkreises Lüchow-Dannenberg und befindet sich im Biosphärenreservat Niedersächsische Elbtalaue.

## Geographie

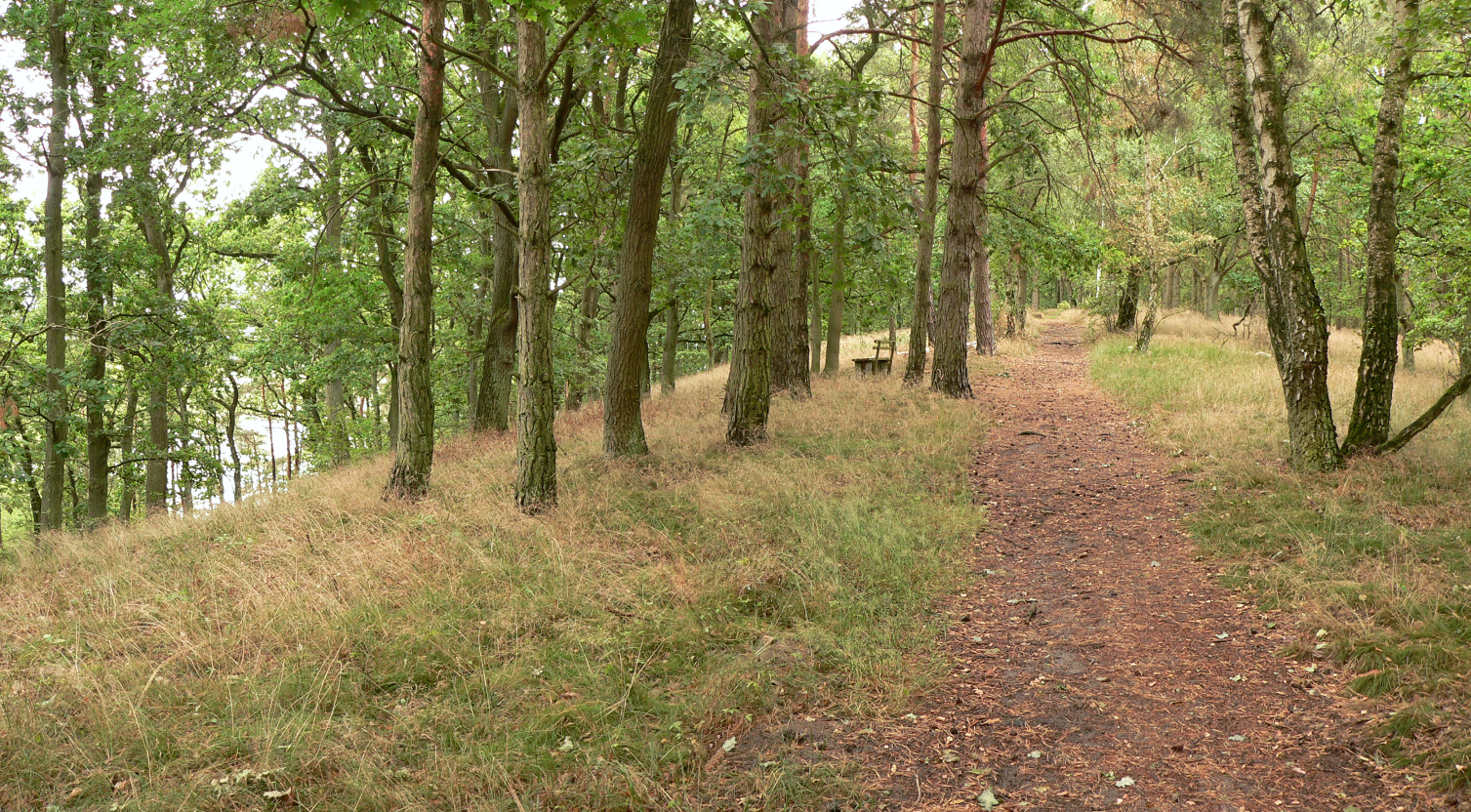
Wendlandrundweg am Steilhang des Höhbeck zur Elbe

Mit seiner erhöhten Lage ragt der Höhbeck inselartig aus der Umgebung heraus und stellt eine Landmarke dar. An der Nord- und Ostseite bildete sich durch die Verlagerung der Elbe ein Steilufer, dessen Hänge mit Wald bestanden sind. An der West- und Südseite läuft die Erhebung flach aus. Charakteristisch ist äolisch bewegter Sand mit zum Teil starkem Auftreten von Flugsand. Auf dem höchsten Punkt des Höhbeck befindet sich der 344 Meter hohe Richtfunkturm des Senders Höhbeck. Die Dörfer, wie Brünkendorf, Pevestorf und Vietze, liegen auf der Erhebung des Höhbeck oder an seinem Rand im hochwassersicheren Bereich. Im Westen und Süden des Höhbeck befindet sich der rund 3 Kilometer lange und nur 150 Meter breite Laascher See. Im Süden liegt der ebenso schmale Restorfer See.

## Geologie

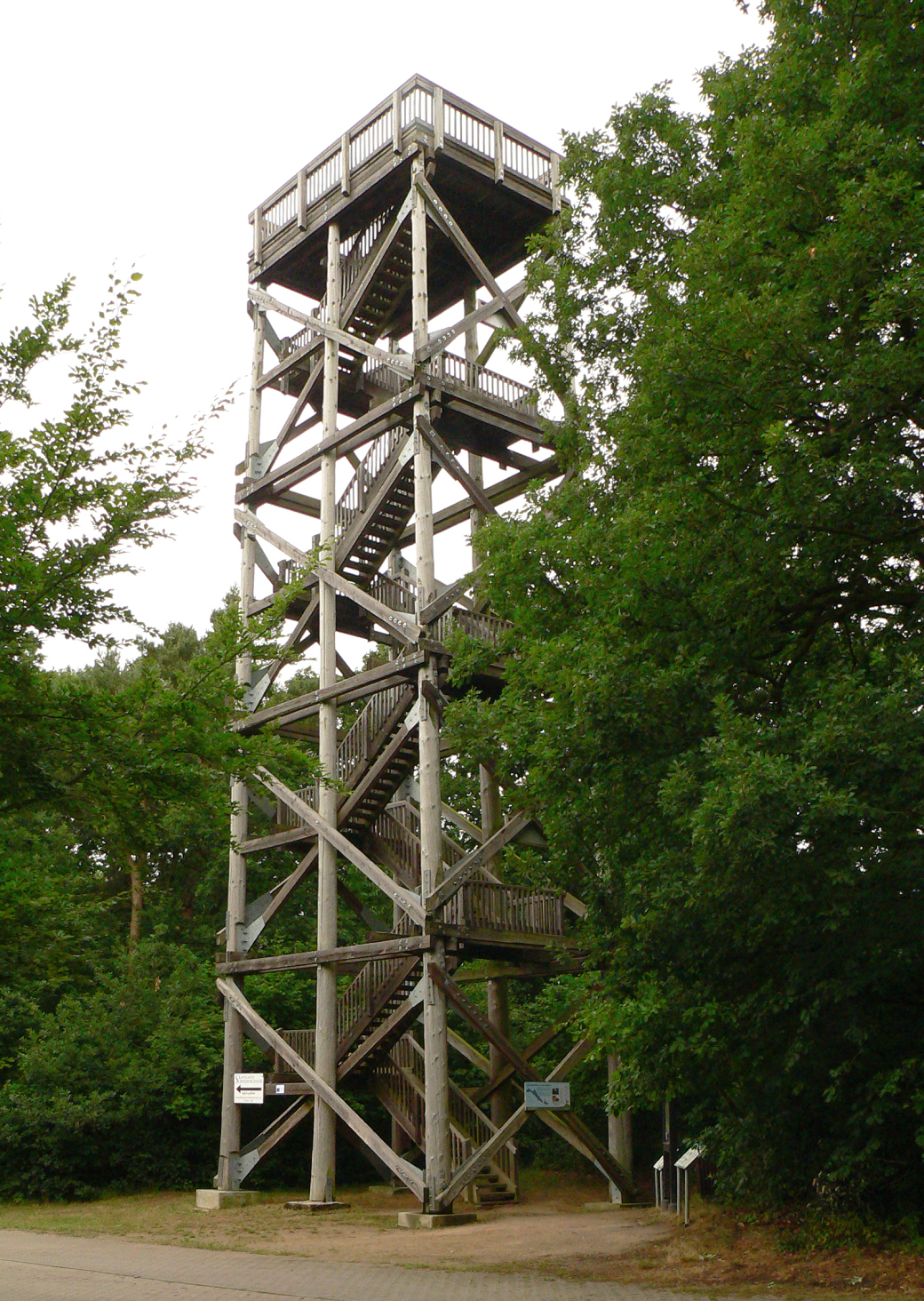
Aussichtsturm nahe der Schwedenschanze

Beim Höhbeck handelt es sich größtenteils um eine Stauchendmoräne, die während des ersten Drenthe-Stadiums der Saaleeiszeit vor etwa 230.000 Jahren entstanden ist. In Teilbereichen, wie bei Brünkendorf, gibt es noch ältere Sedimente aus dem Tertiär und der Elster-Eiszeit. Wahrscheinlich wurde der Höhbeck während der Weichsel-Eiszeit, die durch Schmelzwässer das Elbtal ausbildete, durch die Erosion der Ur-Elbe von der Geest abgetrennt. Dadurch entstand die Geestinsel des Höhbeck als markante Platte. Sie ist aus pleistozänem Kies, Sand und Geschiebemergel aufgebaut und liegt innerhalb der holozänen Elbtalniederung. Bis in frühgeschichtliche Zeit war der Höhbeck eine Flussinsel, die von der Elbe und der Seege als früherem Elbarm umflossen wurde.

### Böden
Auf dem Höhbeck überwiegt unter den Bodentypen die Braunerde. Ebenso kommen Podsol- und Rankerböden in verschiedenen Ausprägungen vor. Pseudogleye treten nur selten auf. In einigen Bereichen gibt es extrem arme Böden, die heute nicht mehr in Nutzung sind und nur bis zu 20 Bodenpunkte aufweisen.

## Besiedlung
Erste Siedlungsaktivitäten auf dem Höhbeck sind für die Altsteinzeit nachweisbar. Die Erhebung war eine Siedlungskammer, die von der Jungsteinzeit bis zur frühen Eisenzeit intensiv als Siedlungs- und Begräbnisplatz genutzt wurde. Dies ergaben Ausgrabungen des Niedersächsischen Landesmuseums auf dem Fundplatz Pevestorf in den 1960er Jahren. Die Entstehung der Dörfer Brünkendorf und Pevestorf wird dem elbgermanischen Stamm der Langobarden zugeschrieben. Auch slawische Siedlungen sind am und auf dem Höhbeck nachweisbar, wie die Wüstungen Klein Pevestorf und Klein Vietze. Als weitere Wüstungen werden in mittelalterlichen Urkunden die Orte Vire und Terzichow erwähnt.

### Befestigungsanlagen

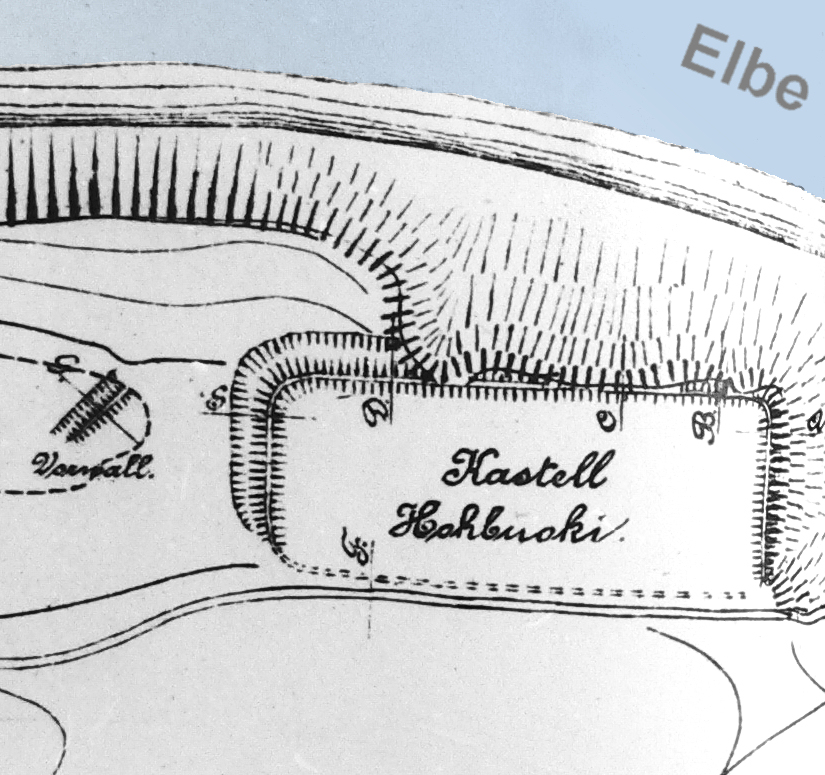
Lageskizze der Vietzer Schanze Ende des 19. Jahrhunderts

Auf dem Höhbeck sind zwei historische Befestigungsanlagen bekannt, bei denen es sich um Burgwälle handelte, die an strategisch günstiger Stelle am Steilhang zur Elbe errichtet wurden. Es handelt sich um die Vietzer Schanze, die als das im Jahre 811 in den Fränkischen Annalen überlieferte Kastell Höhbeck (castellum hohbuoki) der Franken angesehen wird; sie erhebt sich etwa 30 m über dem Elbtal. Eine weitere Wallanlage auf dem Höhbeck ist die 800 m entfernte Schwedenschanze aus dem 8. bis 9. Jahrhundert, die sich fast 50 m über dem Flusstal erhebt.

## Flora und Fauna
Der Höhbeck weist wegen seiner biogeografischen Lage im Übergang zwischen der atlantischen und der kontinentalen Region Mitteleuropas eine besonders große Artenvielfalt an Flora und Fauna auf. Es finden sich zahlreiche Tier- und Pflanzenarten der Roten Liste und national sowie international geschützte Arten, Pflanzengesellschaften und Biotoptypen. Mager- und Sandtrockenrasen bilden einen vielgestaltigen Kontrast mit Wäldern, Feldern und den gewässerreichen Niederungen der Elbe und des Nebenflusses Seege. Das Vorkommen des Wanderfalken und der Sperbergrasmücke stellen eine Besonderheit dar. Bedeutsam ist ebenso das Vorkommen von Rotbauchunke, Zauneidechse sowie zahlreichen Fledermausarten.

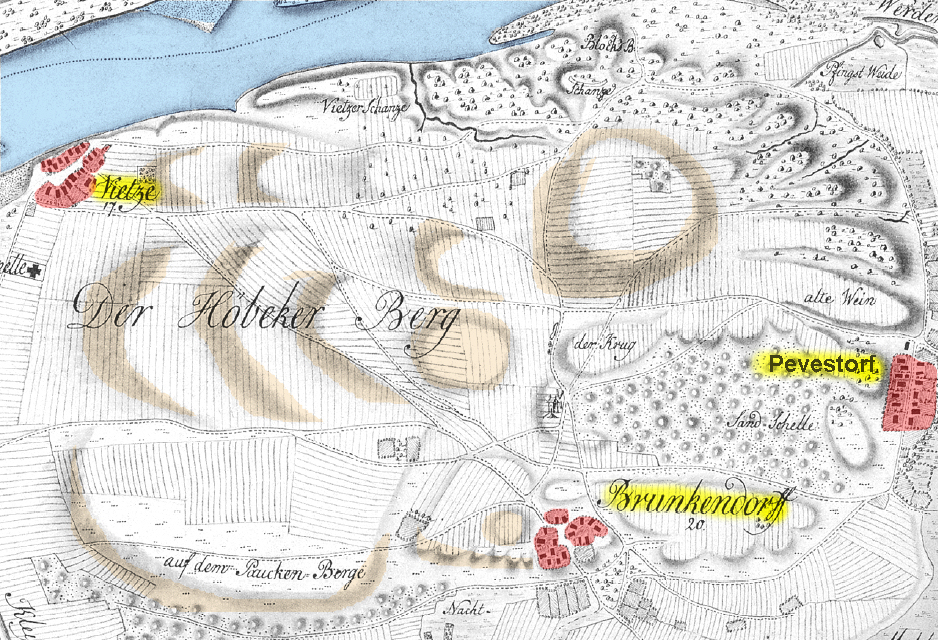
Der Höhbeck auf der Kurhannoverschen Landesaufnahme von 1776

Das Landschaftsbild des Höhbecks ist seit langem vom Menschen gestaltet und verändert worden. In der heutigen Vegetation finden sich noch Reste der früheren Kulturlandschaft und ihrer Wirtschaftsformen. Dazu zählen Relikte von Heide, Trockenrasen, Niederwald und Eichen-Hainbuchen-Wälder. 
Der Höhbeck war laut einer Karte von 1695 zu jener Zeit nahezu waldfrei. Seine Oberfläche wird als „sandige Weyde, Sandacker, unbrauchbarer Sandacker und Trifft“ beschrieben. Eine Karte der Kurhannoverschen Landesaufnahme aus dem Jahr 1776 zeigt verschiedene als „Heidehügel“ bezeichnete Offenflächen. Es handelte sich um Flugsanddünen, die zur bäuerlichen Nutzung mit Trockenrasen, Borstgras- und Zwergstrauchheiden bestanden waren. Rund 100 Jahre später wird der größte Teil des Höhbeck auf einer Karte von 1881 weiterhin  als offene Landschaft dargestellt.